# Diadegma transversale
Diadegma transversale là một loài tò vò trong họ Ichneumonidae.